# Joachim Hietzig
Joachim Hietzig (* 9. April 1919 in Köthen; † 5. Dezember 2012 in München) gründete 1946 die IMAG  (Internationale Messe- und Ausstellungs Gesellschaft mbH) mit Sitz in München. Von 1966 bis 1970 war er Hauptgeschäftsführer der Münchener Messe Gesellschaft und Honorargeneralkonsul von Malta in Bayern und Sachsen (bis 2004).
Die  TH Berlin promovierte ihn 1943 zum Dr.-Ing.

## Ehrungen
- Bayerischer Verdienstorden (1970)
- Bundesverdienstkreuz 1. Klasse (6. Oktober 1971)[2]
- Großes Bundesverdienstkreuz (12. Januar 1978)[2]
- National Order of Merit (1996)